# مطار نيتاجي سوبهاس شاندرا بوس الدولي
مطار نيتاجي سوبهاس شاندرا بوس (إياتا:CCU / إيكاو:VECC) هو مطار دولي يخدم مدينة كلكتا في الهند، وهو محور الطيران لشرق وشمال شرق الهند. يقع على بعد حوالي 15 كيلومترًا (9.3 ميل) من وسط المدينة. يُعرف المطار محليًا باسم مطار كولكاتا ومطار دوم دوم قبل إعادة تسميته في عام 1995 باسم نيتاجي سوبهاس تشاندرا بوس، وهو قائد بارز في حركة الاستقلال الهندية. افتتح مطار كولكاتا عام 1924، وهو أحد أقدم المطارات في الهند.

## شركات الطيران والوجهات

### الركاب
| شركـات طيـران                 | الوجهات |
| ----------------------------- | --- |
| العربية للطيران               | مطار أبو ظبي الدولي |
| طيران آسيا                    | مطار كوالالمبور الدولي |
| طيران الهند                   | مطار أجارتالا ‏، مطار تشيناي الدولي، مطار انديرا غاندي الدولي، مطار شاه جلال الدولي، مطار ديبروجاره ‏، Dimapur، Guwahati، Imphal، مطار تريبوفان الدولي، مطار تشاتراباتي شيفاجي الدولي، Port Blair ‏، Silchar |
| طيران أسيا الهند              | مطار باجدوجرا، مطار كيمبيغودا الدولي، Bhubaneswar، مطار راجيف غاندي الدولي، مطار كوتشين، مطار بوني الدولي، مطار سورت ‏ |
| Alliance Air ‏                 | Aizawl، Bhubaneswar، مطار انديرا غاندي الدولي، Dimapur، Gorakhpur، Guwahati، Imphal، Jharsuguda، Lilabari، Pasighat، مطار الله أباد ‏ (تبدأ في 3 يوليو 2023)، Ranchi، Rourkela، Silchar، مطار شيلونغ ‏، Tezpur |
| Akasa Air                     | مطار كيمبيغودا الدولي، Guwahati، مطار تشاتراباتي شيفاجي الدولي (تنتهي في 28 يونيو 2023) |
| باتيك إير ماليزيا             | مطار كوالالمبور الدولي |
| خطوط بوتان الجوية             | مطار سوفارنابومي الدولي، مطار بارو الدولي |
| خطوط بيمان بنغلاديش الجوية    | مطار شاه جلال الدولي |
| طيران دروك                    | مطار بارو الدولي |
| طيران الإمارات                | مطار دبي الدولي |
| الاتحاد للطيران               | مطار أبو ظبي الدولي |
| FlyBig                        | Guwahati، Patna، Rupsi |
| فلاي دبي                      | مطار دبي الدولي |
| IndiaOne Air                  | Cooch Behar ‏، Jamshedpur |
| خطوط إنديقو                   | مطار أجارتالا ‏، مطار سردار فالابهبهاي باتل الدولي، Aizawl، Amritsar، مطار باجدوجرا، مطار كيمبيغودا الدولي، مطار سوفارنابومي الدولي، Bhubaneswar، Chandigarh، مطار تشيناي الدولي، Darbhanga، مطار انديرا غاندي الدولي، Deoghar، مطار شاه جلال الدولي، مطار ديبروجاره ‏، Dimapur، Gaya، مطار غوا الدولي، Goa–Mopa، Gorakhpur، Guwahati، مطار نوي باي الدولي، مطار تان سون نهات الدولي، مطار راجيف غاندي الدولي، Imphal، Indore، مطار ايتاناجار ‏، مطار جايبور الدولي، مطار جورهات ‏، مطار كوتشين، مطار تشودري تشاران سينغ، مطار مانغلور الدولي ‏، مطار تشاتراباتي شيفاجي الدولي، مطار د. باباساحب أمبدكار الدولي، Patna، Port Blair ‏، مطار بوني الدولي، مطار سوامي فيفي كاناندا ‏، Ranchi، مطار شيلونغ ‏، Silchar، مطار شانغي سنغافورة، مطار سرينغر ‏، مطار سورت ‏، مطار تريفاندروم الدولي، مطار لال بهادور شاستري الدولي، مطار فشاكاباتنم ‏ موسمي: مطار دهرادون ‏، مطار جودبور ‏ (تستأنف في 15 أغسطس 2023)، Udaipur |
| Myanmar Airways International | Yangon |
| نوفو إير                      | مطار شاه جلال الدولي |
| الخطوط الجوية القطرية         | مطار حمد الدولي |
| الخطوط الجوية السنغافورية     | مطار شانغي سنغافورة |
| سبايس جيت                     | مطار سردار فالابهبهاي باتل الدولي (تستأنف في 6 سبتمبر 2023)، مطار باجدوجرا، مطار كيمبيغودا الدولي (تستأنف في 11 أكتوبر 2023)، مطار سوفارنابومي الدولي، مطار انديرا غاندي الدولي، Goa–Mopa (تستأنف في 6 سبتمبر 2023)، Guwahati (تستأنف في 11 أكتوبر 2023)، مطار قاليور ‏، مطار راجيف غاندي الدولي (تستأنف في 11 أكتوبر 2023)، مطار تشاتراباتي شيفاجي الدولي، Port Blair ‏، مطار سرينغر ‏، Tezpur |
| طيران آسيا (تايلاند)          | مطار دون موينغ |
| Thai Smile                    | مطار سوفارنابومي الدولي |
| يو إس بنغلا للطيران           | مطار شاه أمانات الدولي، مطار شاه جلال الدولي |
| فيستارا                       | Chandigarh، مطار انديرا غاندي الدولي، مطار تشاتراباتي شيفاجي الدولي، Port Blair ‏ |

### الشحن
| شركـات طيـران      | الوجهات |
| ------------------ | --- |
| Blue Dart Aviation | مطار انديرا غاندي الدولي، Guwahati |
| خطوط إنديقو        | مطار انديرا غاندي الدولي، مطار نوي باي الدولي، Yangon |
| سبايس جيت          | مطار كيمبيغودا الدولي، مطار انديرا غاندي الدولي، مطار شاه جلال الدولي، مطار راجيف غاندي الدولي، مطار تريبوفان الدولي، مطار كونمينغ جانغشوي الدولي، مطار تشاتراباتي شيفاجي الدولي، مطار نانينغ الدولي، Port Blair ‏، مطار ووهان الدولي |

## الإحصائيات
شاهد source Wikidata query and sources.
| السنة   | الركاب    | الركاب      | الركاب      | التغير  | الشحن (طن متري) | التغير  | Ref           |
| السنة   | الدوليين  | المحليين    | المجموع     | التغير  | الشحن (طن متري) | التغير  | Ref           |
| ------- | --------- | ----------- | ----------- | ------- | --------------- | ------- | ------------- |
| 2009–10 | 11,87,160 | 68,58,564   | 80,45,724   |         | 1,10,256        |         | [ 42 ] [ 43 ] |
| 2010–11 | 14,28,086 | 82,03,586   | 96,31,672   | ▲ 19.7% | 1,29,957        | ▲ 17.9% | [ 42 ] [ 43 ] |
| 2011–12 | 15,66,102 | 87,37,889   | 1,03,03,991 | ▲ 7.0%  | 1,25,593        | ▼ 3.4%  | [ 44 ] [ 45 ] |
| 2012–13 | 16,44,339 | 84,24,316   | 1,00,68,655 | ▼ 2.3%  | 1,23,491        | ▼ 1.7%  | [ 46 ] [ 47 ] |
| 2013–14 | 17,65,013 | 83,35,219   | 1,01,00,232 | ▼ 0.7%  | 1,29,782        | ▲ 6.2%  | [ 48 ] [ 49 ] |
| 2014–15 | 19,26,562 | 89,90,107   | 1,09,16,669 | ▲ 8.1%  | 1,36,699        | ▲ 5.3%  | [ 50 ] [ 51 ] |
| 2015–16 | 22,17,473 | 1,02,03,771 | 1,24,21,244 | ▲ 13.8% | 1,39,679        | ▲ 2.2%  | [ 52 ] [ 53 ] |
| 2016–17 | 22,30,071 | 1,35,89,468 | 1,58,19,539 | ▲ 24.0% | 1,52, 415       | ▲ 9.0%  | [ 54 ] [ 55 ] |
| 2017–18 | 25,86,775 | 1,73,05,749 | 1,98,92,524 | ▲ 25.7% | 1,63,323        | ▲ 7.2%  | [ 56 ] [ 57 ] |
| 2018–19 | 27,86,805 | 1,90,90,545 | 2,18,77,350 | ▲ 10.0% | 1,55,232        | ▼ 5.0%  | [ 58 ] [ 59 ] |
| 2019–20 | 29,39,322 | 1,90,76,069 | 2,20,15,391 | ▲ 0.6%  | 1,53,468        | ▼ 1.1%  | [ 60 ] [ 61 ] |
| 2020–21 | 1,43,081  | 75,85,825   | 77,28,906   | ▼ 64.9% | 1,04,953        | ▼ 31.6% | [ 62 ] [ 63 ] |
| 2021–22 | 3,42,665  | 1,06,93,443 | 1,10,36,108 | ▲ 42.8% | 1,38,127        | ▲ 31.6% | [ 62 ] [ 63 ] |